# نل ترومن
 نل ترومن (انگلیسی: Nell Truman؛ زاده ۱۲ دسامبر ۱۹۴۵ درگذشته ۱۲ آوریل ۲۰۱۲) یک تنیس‌باز اهل بریتانیا بود. 